# Egyszerű címer
Az egyszerű címer olyan, melynek pajzsa csak egy mezőből áll.
A régebbi és a modern szakirodalomban sincs egyértelműen meghatározva, hogy mikor lehet egy címert egyszerűnek vagy osztottnak tekinteni. Ez az eljárás sok bizonytalanságot okoz és nem mindig egyértelmű. A szerkezeti szemlélet alapján viszont jól meg lehet állapítani az egyszerű és az összetett címerek definícióját, ami olyan axiomatikus metodológiáknak is elengedhetetlen kelléke, mint a címerhatározás.
Ezen szerkezeti és axiomatikus szemlélet szempontból az egyszerű címer (EGY) az, ahol:
 1. Az alap borítása egynemű (egyféle borítású -- arany, ezüst, vörös, kék, zöld, fekete, egyéb szín, bundabőr).
2. Ha az alap többnemű (pl. arannyal és vörössel hasított pajzs), a címerpajzs akkor nem számít osztottnak:
a) ha a mezők (tagolások) egyikében sincs címerábra (ekkor a tagolások mesteralakok),
b) ha a címerábra mindegyik mezőre színváltás nélkül rá van helyezve (ez többmázú alap), miközben a mezők egyikében sincs egyéb címerábra (a cölöpölt, pólyázott, vágott, sakkozott stb. pajzsok szintén ilyen többmázú alapok és nem külön mezők konglomerátumai).
3. Nem számít osztásnak:
a) a pajzsfő és a pajzstalp (mesteralakok), ha borításuk eltér a pajzsmező borításától,
b) az egyféle borítású alapon nem egyenes osztóvonallal (vagy ennek görbe változatával), hanem mesteralakkal (pl. cölöppel, esetleg címerképpel) tagolt pajzs akkor sem, ha az egyféle borítású alapon más címerábra is van,
c) az osztóvonalra helyezett és különböző borítású mezőket elkülönítő mesteralak (esetleg címerábra), ha egyik mezőben sincs címerábra,
d) a pajzsmezőt teljes egészében beborító pólyázás, cölöpözés, hasítás, vágás, harántpólyázás, sakkozás stb. (ezek alapok),
e) Természetes ábrázolásmód esetén (pl. hullámzó tengeren hánykolódó hajó, sziklák közt csörgedező patak) a pajzs osztatlan és egyféle borítású (a címermező  színe az ég kékje).

## Példák
EGY. 1. 

EGY. 2. a.  

EGY. 2. b. 

EGY. 3. a.  

EGY. 3. b. 

EGY. 3. c.  

EGY. 3. d. 

EGY. 3. e. 